# 자란만
자란만(紫蘭灣)은 경상남도 고성군 하일면 다랑말과 삼산면 두포리 포교말을 연결한 선내에 있는 해역이다.

## 해양지명
수로업무법 제33조의4 제1항의 규정에 의거 해양지명위원회에서 심의·결정하여 해양지명으로 고시되었다.
- 해양지명 명칭 : 자란만
- 대표위치(WGS-84) : 34°55.09´ N, 128°13.76´ E
- 범위 : 고성군 하일면 다랑말과 삼산면 두포리 포교말을 연결한 선내 해역